# Teodoro Saponaro
Teodoro Saponaro, detto Rino (Brindisi, 10 agosto 1927 – Brindisi, 11 febbraio 2022), è stato un politico italiano.

## Biografia
Nato a Brindisi nel 1927, militò politicamente nelle file del Partito Comunista Italiano, con il quale fu più volte eletto consigliere comunale nella sua città. Fu attivo in ambito sindacale e ricoprì la carica di segretario provinciale della funzione pubblica della Cgil. In seguito alla dissoluzione del PCI, aderì al Partito Democratico della Sinistra, del quale rivestì l'incarico di capogruppo.
Venne eletto sindaco di Brindisi il 5 dicembre 1992, alla guida di una giunta di centro-sinistra sostenuta dai democratici, socialisti, liberali e la Federazione dei Verdi. A causa di una serie di inchieste giudiziarie che riguardarono l'amministrazione comunale, coinvolta nello scandalo di Tangentopoli, il sindaco Saponaro si trovò costretto a rassegnare le dimissioni, non riuscendo più ad avere una solida maggioranza in consiglio, e il suo mandato si concluse il 24 maggio 1993.
Rieletto in consiglio comunale nel 1994, terminò la sua esperienza da consigliere al termine della legislatura nel 1996. In seguito alla nascita dei Democratici di Sinistra, nel 2000 Saponaro rifiutò di rinnovare la tessera, non appoggiando il sostegno del segretario democratico locale Carmine Dipientragelo a Giovanni Antonino, sancendo il suo definitivo addio alla politica.